# Ouled Sellam
Ouled Sellam (em árabe: أولاد سلام) é uma cidade localizada na província de Batna, no noroeste da Argélia. Sua população era de 19 635 habitantes, em 2008.